# Alfred A. Knopf
Alfred A. Knopf, Inc. este o editură din New York care a fost fondată de către Alfred A. Knopf Sr. în 1915. Editura și-a câștigat o reputație pentru promovarea perfecțiunii și a bunului gust. A fost achiziționată de Random House în 1960 și face parte acum din Knopf Doubleday Publishing Group. Sigla editurii Knopf conține un câine borzoi și a fost proiectată de către cofondatoarea Blanche Knopf în 1925.

## Istoric

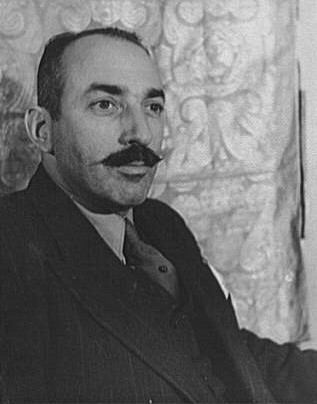
Alfred A. Knopf Sr., 1935

Knopf a fost înființată în anul 1915 de către Alfred A. Knopf, Sr. cu un avans de 5.000 $ primit de la tatăl său. Primul birou era situat în Clădirea Candler din New York. Conducerea companiei era formată în 1918 din Alfred Knopf în calitate de președinte, Blanche Knopf ca vicepreședinte și Samuel Knopf ca trezorier. Blanche și Alfred au călătorit în străinătate în mod regulat și erau cunoscuți pentru publicarea scriitorilor europeni, asiatici și latino-americani pe lângă scriitorii americani de top. Samuel Knopf a murit în 1932. William A. Koshland s-a alăturat companiei în anul 1934 și a lucrat în firmă mai mult de cincizeci de ani, ajungând la pozițiile de președinte și director general. Blanche a devenit director general în 1957, când Alfred a devenit președinte al Consiliului de Administrație, și a lucrat în mod constant pentru firmă până la moartea ei în 1966. Alfred Knopf s-a pensionat în 1972, devenind președinte emerit al firmei până la moartea sa, în 1984. Alfred Knopf a deținut, de asemenea, o casă de vacanță în Purchase, New York.
Urmând politica bunei vecinătăți, Blanche Knopf a vizitat America de Sud în 1942, astfel că editura a început să achiziționeze opere literare de acolo. Ea a fost unul dintre primii editori care au vizitat Europa după al Doilea Război Mondial. Călătoriile ei, și cele ale altor editori, au adus noi scriitori din Europa, America de Sud și Asia. Alfred a călătorit în Brazilia în 1961, ceea ce a stimulat un interes corespunzător din partea sa către America de Sud. Fiul lor, Alfred „Pat” Jr., a fost angajat secretar și director comercial după război.
În 1960 Random House a achiziționat editura Alfred A. Knopf. Se crede că decizia de a vinde a fost determinată de Alfred A. Knopf, Jr., care a vrut să iasă din întreprinderea familiei sale și să-și fondeze propria sa editură, Atheneum Books, în 1959.
Knof a publicat cărți de ficțiune și non-ficțiune, printre autorii celebri numărându-se Albert Camus, John Banville, Carl Bernstein, Robert Caro, Willa Cather, Julia Child, Bill Clinton, Joan Didion, Bret Easton Ellis, James Ellroy, Martin Gardner, Lee H. Hamilton, Kazuo Ishiguro, John Keegan, Anne Rice, Nella Larsen, Jack London, Gabriel García Márquez, Cormac McCarthy, Toni Morrison, Haruki Murakami, Christopher Paolini, Ezra Pound, Dorothy Richardson, Susan Swan, Anne Tyler, Andrew Vachss, James D. Watson și Elinor Wylie. Cel puțin 17 câștigători ai Premiului Nobel și 47 câștigători ai Premiului Pulitzer au fost publicați de Knopf.
În 2015, Knopf a sărbătorit aniversarea a 100 de ani prin publicarea unei cărți aniversare intitulate Alfred A. Knopf, 1915-2015: A Century of Publishing.

## Legături externe
- Site web oficial
- Knopf Doubleday - The official website of the Knopf Doubleday Publishing Group and its imprints.
- The Borzoi Reader Online - Knopf's official website.
- Random House Speakers Bureau - Random House's Lecture Bureau.
- Alfred A. Knopf, Inc. Records, 1873-1996 at the Harry Ransom Center at the University of Texas at Austin
- Knopf Tumblr Page
- The Borzoi 1920: being a sort of record of five years's of publishing